# Bozo (Burkina Faso)
Pour les articles homonymes, voir Bozo.
Bozo est une commune rurale située dans le département de Boura de la province de Sissili dans la région du Centre-Ouest au Burkina Faso.

## Géographie
Bozo, située à environ 3 km au nord de la frontière avec le Ghana, est traversée par la route nationale 20.

## Éducation et santé
La commune accueille un centre de santé et de promotion sociale (CSPS).